# Силинго, Адольфо
Адольфо Франсиско Силинго Мансорро (исп. Adolfo Francisco Scilingo Manzorro, род. 28 июля 1946, Баия-Бланка) — военный преступник, капитан аргентинской армии, который в настоящее время отбывает наказание в испанской тюрьме, будучи признанным виновным 19 апреля 2005 года за преступления против человечества, включая казнь без суда.

## Биография
Обвинения в убийстве имели отношение к 30 политическим заключённым, сброшенным с правительственных самолётов во время «Грязной войны» военной хунты Галтьери против левых оппозиционеров между 1976 и 1983. Силинго ранее привлек к себе большое внимание из-за того, что он публично признался журналисту Орасио Вербицкому в 1996 году в своём участии в так называемых «полётах смерти», в первом из серии общественных признаний, все вместе названных в Аргентине «эффект Силинго». По его свидетельству, в 1977—1978 годах было проведено 180—200 «полётов смерти». Это получило отражение в художественном фильме «Гараж „Олимпо“».

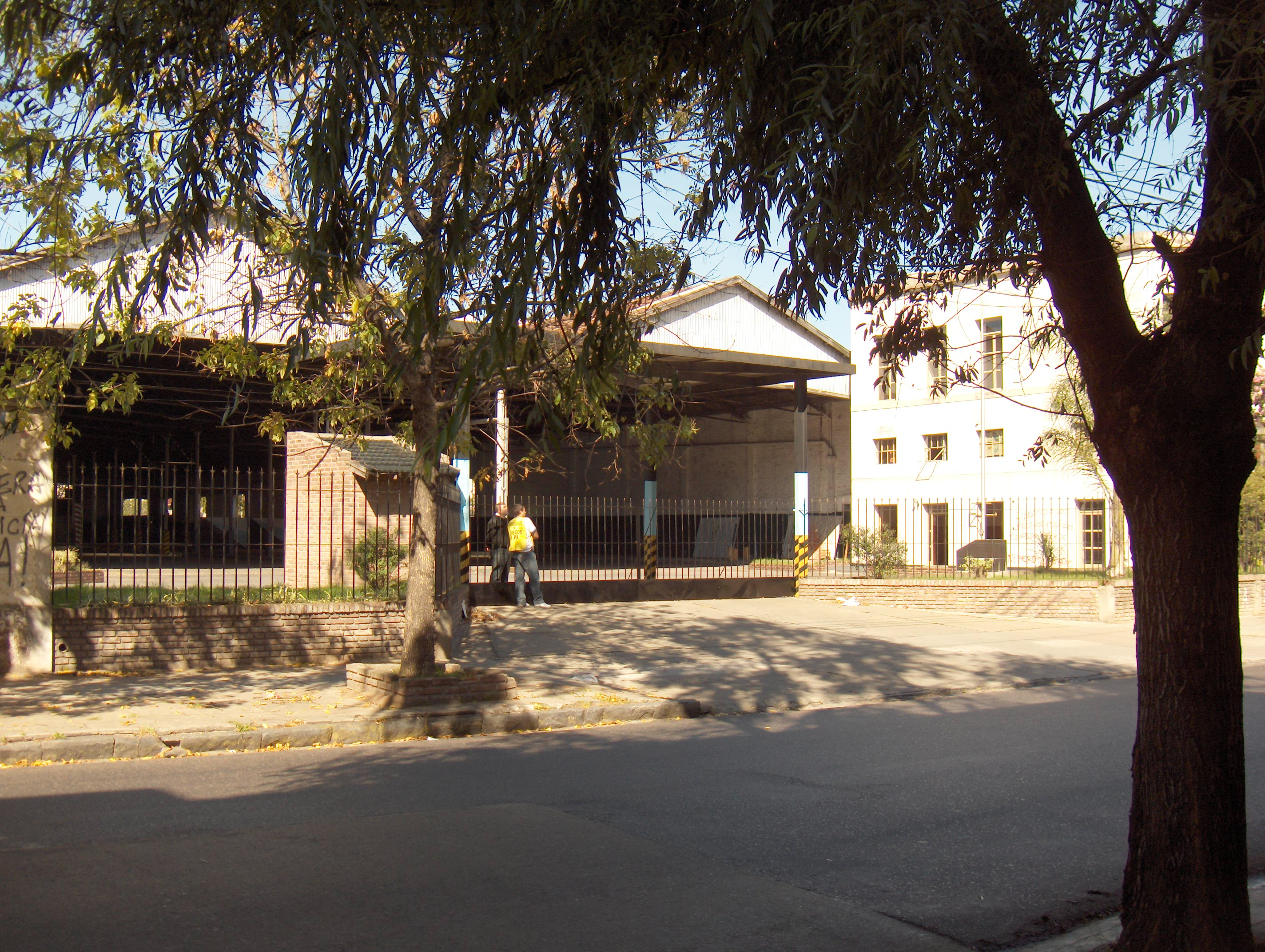
«Олимпо» — центр пыток во время «Грязной войны».

15 января 2005 года в Мадриде начался суд над Силинго.

## Процесс над Силинго
В апреле 2005 года Силинго был осуждён в Испании за преступления против человечности, совершенные в период с 1976 по 1977 год, и после того, как доказали его вину в смерти тридцати человек и незаконном задержании людей с последующими пытками, приговорён к 640 годам тюремного заключения.
Уже в июле 2007 года, когда была доказана его причастность к ещё 255 незаконным арестам, Верховный суд Испании увеличил срок наказания до 1084 лет.
В 2020 году наказание Силинго было ослаблено, помог режим «реинтеграции» в общество, который позволил ему выходить из тюрьмы и служить в приходе Мадрида. Силинго был приговорён к тюремному заключению третьей степени, также известному как «режим Золушки», в соответствии с которым он освобождается в течение дня, но должен возвращаться в тюрьму, чтобы спать.